# Quote
『Quote』(コート) は、2018年1月31日にU&R Recordsから発売された、日本のシンガーソングライター須田景凪の1作目のフルアルバム。

## 概要
いままでバルーン名義を用いてボーカロイドで楽曲制作を行ってきた須田にとって、本人名義でのデビュー作である。
本作はバルーン名義での楽曲等は収録されず全曲完全新曲となっている。
2019年8月21日発売の2nd EP『porte』をリリースしたタイミングで本作のサブスクリプションが解禁された。

## 収録内容
| 全作詞・作曲: 須田景凪。 | |          |            |      |
| #                        | タイトル | 作詞     | 作曲・編曲 | 時間 |
| 1.                       | 「morph」 | 須田景凪 | 須田景凪   | 3:22 |
| 2.                       | 「レド」 | 須田景凪 | 須田景凪   | 4:03 |
| 3.                       | 「idid」 | 須田景凪 | 須田景凪   | 3:25 |
| 4.                       | 「Cambell」 | 須田景凪 | 須田景凪   | 3:59 |
| 5.                       | 「ポリアンナ」 | 須田景凪 | 須田景凪   | 2:58 |
| 6.                       | 「街灯劇」 | 須田景凪 | 須田景凪   | 3:26 |
| 7.                       | 「シックハウス」 | 須田景凪 | 須田景凪   | 4:31 |
| 8.                       | 「アマドール」(ダンロップ スタッドレス・タイヤ"WINTER MAXX 02 プロモーション短編アニメーション「ROAD TO YOU〜君へと続く道〜」主題歌) | 須田景凪 | 須田景凪   | 4:22 |
| 9.                       | 「鳥曇り」 | 須田景凪 | 須田景凪   | 3:44 |
| 10.                      | 「密」 | 須田景凪 | 須田景凪   | 4:13 |
| 合計時間:                | 合計時間: | 38:03    |            |      |